# Mycobates royi
Mycobates royi är en kvalsterart som beskrevs av Palacios-Vargas och Vázquez 1988. Mycobates royi ingår i släktet Mycobates och familjen Punctoribatidae. Inga underarter finns listade i Catalogue of Life.